# Hire-Hodlur, Bagalkot
Hire-Hodlur là một làng thuộc tehsil Bagalkot, huyện Bagalkot, bang Karnataka, Ấn Độ.